# رادوسلاو برزوبوهاتی
رادوسلاو بـِـرِزوبوهاتی (چکی: Radoslav Brzobohatý؛ ‏تلفظ چکی: [ˈradoslaf ˈbr̩zoboɦati:]؛ ۱۳ سپتامبر ۱۹۳۲ – ۱۲ سپتامبر ۲۰۱۲) بازیگر اهل جمهوری چک بود.

از فیلم‌ها یا مجموعه‌های تلویزیونی که وی در آن‌ها نقش داشته است، می‌توان به خیابان، ترور، «بین خودمان خواهد ماند» و «گوش» اشاره نمود.